# Emilia Ramboldt
Emilia Ramboldt, född Andersson 31 augusti 1988 i Sollentuna, är en svensk före detta ishockeyback.
Ramboldts moderklubb är numera nerlagda Gillbo IF där hon började spela vid nio års ålder. Hon har vunnit SM-guld fem gånger med tre olika klubbar. Det första 2005 med AIK, med vilka hon även vann Europacupen fyra år på raken. Hon har spelat i både VM och OS samt i den amerikanska collegeligan för Minnesota State Mavericks. Tiden i USA delades upp i två sejourer då hon säsongen 2009/10 spelade i Segeltorps IF som en del av förberedelserna inför OS 2010 i Vancouver. Första säsongen gjorde hon 4 mål och 14 assist för Mavericks, vilket fick hennes lagkamrater att välja henne till årets nykomling. Totalt blev det 11 mål och 38 assist på 139 matcher.
På landslagsnivå har hon spelat 178 matcher med Damkronorna och som största merit har hon ett brons från VM 2007 i Kanada.

## Meriter

### Svenska mästerskapen
- SM-guld 2004 med AIK
- SM-guld 2007 med AIK
- SM-guld 2010 med Segeltorps IF
- SM-guld 2014 med Linköpings HC
- SM-guld 2015 med Linköpings HC

### Europacupen
- Guld 2005 med AIK
- Guld 2006 med AIK
- Guld 2007 med AIK
- Guld 2008 med AIK
- Silver 2015 med Linköpings HC

### Världsmästerskap
- VM 2007: 3:a, Winnipeg, Kanada
- VM 2008: 5:a, Harbin, Kina
- VM 2009: 4:a, Tavastehus, Finland
- VM 2012: 5:a, Burlington, USA
- VM 2013: 7:a, Ottawa, Kanada
- VM 2015: 5:a, Malmö, Sverige

### OS
- OS i Vancouver 2010: 4:a
- OS i Sotji 2014: 4:a

## Utmärkelser
2015 utsågs Andersson till Årets hockeytjej, ett pris som delas ut i samarbete mellan Svenska Ishockeyförbundet och Ishockeyjournalisternas Kamratförening. Juryns motivering lyder:
Emilia Andersson är all round-kunnig som få, och hon äger den unika egenskapen att alltid göra de lag hon representerar till ett bättre lag. Hon är allsidigt begåvad och är en förebild såväl på som utanför isen.

## Klubbar
- Gillbo IF
- AIK, 2001-2008
- Minnesota State Mavericks, 2008-2009 samt 2010-2013
- Segeltorps IF, 2009-2010
- Linköpings HC, 2013-2021